# لا هاسیندا (نیومکزیکو)
لا هاسیندا (به انگلیسی: La Hacienda) یک منطقهٔ مسکونی در ایالات متحده آمریکا است که در شهرستان لونا، نیومکزیکو واقع شده‌است. لا هاسیندا ۷۲۵ نفر جمعیت دارد و ۱٬۳۰۳٫۰۴ متر بالاتر از سطح دریا واقع شده‌است.